# Тайлер Фредріксон
Та́йлер Е́двін Фре́дріксон (англ. Tyler Edwin Fredricson; нар. 23 лютого 2005) — англійський футболіст, захисник клубу «Манчестер Юнайтед».

## Клубна кар'єра
Вихованець академії «Манчестер Юнайтед». 24 травня 2022 року підписав з клубом свій пепший професіональний контракт. 20 квітня 2025 року дебютував в основному складі «Манчестер Юнайтед» в матчі Прем'єр-ліги проти «Вулвергемптон Вондерерз», вийшовши з перших хвилин.

## Кар'єра в збірній
Виступав за збірні Англії до 17 і до 18 років. 

## Статистика виступів
Станом на 4 травня 2025
| Клуб              | Сезон             | Чемпіонат         | Чемпіонат | Чемпіонат | Кубок | Кубок | Кубок ліги | Кубок ліги | Єврокубки | Єврокубки | Інші  | Інші | Всього | Всього |
| Клуб              | Сезон             | Дивізіон          | Матчі     | Голи      | Матчі | Голи  | Матчі      | Голи       | Матчі     | Голи      | Матчі | Голи | Матчі  | Голи   |
| ----------------- | ----------------- | ----------------- | --------- | --------- | ----- | ----- | ---------- | ---------- | --------- | --------- | ----- | ---- | ------ | ------ |
| Манчестер Юнайтед | 2024–25           | Прем'єр-ліга      | 2         | 0         | 0     | 0     | 0          | 0          | 0         | 0         | –     | –    | 2      | 0      |
| Всього за кар'єру | Всього за кар'єру | Всього за кар'єру | 2         | 0         | 0     | 0     | 0          | 0          | 0         | 0         | 0     | 0    | 2      | 0      |